# Prokop von Rabstein
Prokop z Rabštejna (1420–1472) (Prokop von Rabenstein, Prokopius von Rabstein, Procopius Rabensteynus) (* 1420 † 11 de abril de 1472), foi humanista, diplomata, chanceler do rei Frederico III (1453) e aristocrata boêmio. De 1453 a 1461 ocupou o posto de Chanceler da Boêmia, onde lhe foram atribuídas missões diplomáticas.

## Biografia
Seu pai se chamava Johann II. von Rabstein († 1450), que prestou serviços para o imperador Sigismundo de Luxemburgo (1368-1437) e sua mãe Juliane, era filha de Tobias von Waldau, da cidade de Waldthurn.  Teve dois irmãos Johann von Rabstein, o Velho (1409-1457) e Johann von Rabstein, o Jovem (1437-1473). 
Tornou-se amigo do humanista, cardeal e futuro papa Enea Silvio Piccolomini com quem teve uma amizade duradoura, o qual, em 26 de Junho e 1444 dedicou a ele um tratado em latim sob o título "Epistola de fortuna ad dominum Procopium militem". Essa carta foi publicada por Arnold Therhoernen († 1482) entre 1471-77 na cidade de Colônia, e em Roma, por volta da 1481-87, por Stephan Plannck (1457-1501).
Desde 7 de Janeiro de 1447 Prokop recebeu encargos diplomáticos em Roma, (nessa ociasião ele chegou acompanhado de Johannes Lisura ( † 1459)e do cardeal Piccolomini) e tinha a missão de reconciliar a nação alemã com o papa Eugênio IV, que morreu pouco depois. Prokop esteve presente na cerimônia de coroação do novo papa, como representante dos tchecos. Em 1451, Prokop foi tradutor de Enea Silvio Piccolomini durante a Dieta de Benešov (1451-1473), onde os discursos eram feitos em tcheco.
Após a coração de Ladislau, o Póstumo (1440-1457) como rei da Boêmia, em 1453, Prokop foi nomeado chanceler do reino da Boêmia (cancellarius regni Bohemiae). Posteriormente lhe foram atribuídas inúmeras missões diplomáticas para o rei Ladislau e Jorge de Podiebrad (1420-1471). Em 1459-61 apoiou a candidatura deste último à coroa do império romano-germânico.
Em 1462 fez acordos com os utraquistas Zděněk Kostka von Postupitz (também conhecido como Zdeněk von Křemenice), Wenzel von Würben, reitor da Universidade de Praga, e Wenzel Koranda von Pilsen (1422-1519) e o chanceler do rei Jorge da Boêmia, Antoine Marini, que propôs a criação de uma Estado Federal que envolvesse todos os Estados Cristão e o estabelecimento de um congresso permanente, com sede na Basileia, para ajustes das diferenças entre os membros da aliança. Embora Prokop conhecesse pessoalmente o papa, ele rejeitou o acordo, porque, nos termos em que haviam sido expressas, as determinações não seriam atendidas. O furioso rei o colocou em prisão domiciliar, mas, pouco tempo depois, o pôs em liberdade e lhe restituiu o posto. Embora a tensão entre Prokop e o rei tenha continuado, em 1468, ele foi enviado pelo rei George a uma missão diplomática junto à corte do rei húngaro Matias Corvino (1443-1490).
Foi casado com Katharina von Wartemberg e teve um filho chamado Wenzel.